# Gisclareny
Gisclareny település Spanyolországban, Barcelona tartományban. Lakosainak száma 30 fő (2024).

## Földrajza
Gisclareny Bagà, Bellver de Cerdanya, Guardiola de Berguedà, Vallcebre, Saldes és Montellà i Martinet községekkel határos.

## Népesség
A település lakosságának változását az alábbi diagram mutatja:
| Lakosok száma | 105  | 243  | 158  | 108  | 27   | 33   | 34   | 25   | 25   | 30   |
|               | 1717 | 1887 | 1936 | 1960 | 1986 | 2004 | 2009 | 2014 | 2019 | 2024 |